# العلاقات الإندونيسية الفلسطينية
العلاقات الإندونيسية الفلسطينية هي العلاقات الثنائية التي تجمع بين إندونيسيا ودولة فلسطين. تُعد العلاقات بين البلدين وثيقة للغاية. ترفض إندونيسيا الاعتراف بدولة إسرائيل حتى يتم التوصل إلى اتفاق سلام بين إسرائيل وفلسطين. تُدافع إندونيسيا عن الحقوق الفلسطينية وحريتهم.

## علاقات ثنائية
رحبت إندونيسيا بإعلان الاستقلال الفلسطيني الذي صدر عن المجلس الوطني الفلسطيني في الجزائر في 15 نوفمبر 1988، وفي 16 نوفمبر 1988 اعترفت بدولة فلسطين.
في 19 أكتوبر 1989، وقعت كل من إندونيسيا وفلسطين البيان المشترك بشأن بدء العلاقات الدبلوماسية بين إندونيسيا وفلسطين على مستوى السفراء، بين وزير الخارجية الإندونيسي علي العطاس، ومسؤول الخارجية في منظمة التحرير الفلسطينية فاروق القدومي. وبنفس اليوم تم افتتاح سفارة دولة فلسطين في جاكرتا.
قدم سفير إندونيسيا لدى تونس أوراق اعتماده ليكون سفيرًا غير مقيم لدى دولة فلسطين في 23 أبريل 1990، واستمر التمثيل الدبلوماسي الإندونيسي لدى دولة فلسطين ضمن بعثتهم إلى تونس حتى 1 يونيو 2004 عندما ضم التمثيل من السفارة الإندونيسية لدى الأردن.
في 6 ديسمبر 2009، تسّلم الرئيس الفلسطيني محمود عباس أوراق اعتماد زين البحر نور سفيرًا غير مقيم لإندونيسيًا لدى السلطة الفلسطينية في الأردن.
في 5 نوفمبر 2017، تسّلم الرئيس الفلسطيني محمود عباس أوراق اعتماد اندي رحميانتو سفيرًا غير مقيم لإندونيسيًا لدى السلطة الفلسطينية في الأردن.
في 1 مارس 2023، تسلّم الرئيس الفلسطيني محمود عباس في مقر السفارة الفلسطينية بالأردن أوراق اعتماد آدي بادمو سارونو سفيرًا غير مقيم لجمهورية إندونيسيا لدى دولة فلسطين.

## زيارات رفيعة المستوى
زار رئيس منظمة التحرير الفلسطينية ياسر عرفات إندونيسيا عدة مرات؛ كانت في عام 1984 للقاء سوهارتو الرئيس الإندونيسي في حينه، وفي سبتمبر 1992 لحضور القمة العاشرة لحركة عدم الانحياز التي عُقدت في جاكرتا، وأيضًا في عام 1993 ومرة أخرى في أغسطس 2000 للقاء الرئيس الإندونيسي عبد الرحمن وحيد في جاكرتا.
في 21-23 أكتوبر 2007 ، أجرى الرئيس الفلسطيني محمود عباس أول زيارة رسمية له إلى إندونيسيا، وقع خلالها عدة اتفاقيات للتعاون مع إندونيسيا في مجالات الاتصالات والتعليم. زار عباس إندونيسيا مرة أخرى في مايو 2010 ومرة أخرى فبراير 2014.